# تورتوريتشي
تورتوريتشي (بالإيطالية: Tortorici)‏ هي بلدية في مقاطعة ميسينا في صقلية الإيطالية.

## السكان
في سنة 1861 بلغ عدد السكان 6٬532 نسمة، وتطور العدد ليصل في سنة 2011 لـ 6٬732 نسمة.
يظهر هذا المخطط البياني تطور النمو السكاني لـ تورتوريتشي